# Дітлікон
Дітлікон (нім. Dietlikon) — громада  в Швейцарії в кантоні Цюрих, округ Бюлах.

## Географія
Громада розташована на відстані близько 105 км на північний схід від Берна, 8 км на північний схід від Цюриха.
Дітлікон має площу 4,3 км², з яких на 47,2% дозволяється будівництво (житлове та будівництво доріг), 21,7% використовуються в сільськогосподарських цілях, 30,4% зайнято лісами, 0,7% не є продуктивними (річки, льодовики або гори).

## Демографія
2019 року в громаді мешкало 7847 осіб (+11,1% порівняно з 2010 роком), іноземців було 25,8%. Густота населення становила 1846 осіб/км².
За віковим діапазоном населення розподілялося таким чином: 20,1% — особи молодші 20 років, 59,3% — особи у віці 20—64 років, 20,6% — особи у віці 65 років та старші. Було 3458 помешкань (у середньому 2,2 особи в помешканні).
Із загальної кількості 5808 працюючих 9 було зайнятих в первинному секторі, 1388 — в обробній промисловості, 4411 — в галузі послуг.